# 新荘体育場野球場
新北市立新荘野球場（しんほくしりつしんそうやきゅうじょう、繁体字：新北市立新莊棒球場、英語: New Taipei Xinzhuang Baseball Stadium）は台湾新北市新荘区の野球場。別名、新荘体育場野球場（しんそうたいいくじょうやきゅうじょう、繁体字：新莊體育場棒球場）。中華職業棒球大聯盟の富邦ガーディアンズの本拠地である。

## 概要
新荘野球場落成当時の観客席は内野に7,500席で外野は芝生席あったが、当時の台北県政府が外野スタンドに座席設置工事を行なった他、内野スタンドの二階席の増設、大型電光掲示板の設置も行い、台湾で三番目に大型電光掲示板を備えた球場となっている。2000年に台北市立野球場が取り壊しになった後は台北地区一、二を争う球場となっている。米迪亜ティー・レックス解散後もその収容人数の多さから中華職棒連盟のレギュラーシーズン、台湾シリーズなどが開催されている。2012年11月、2013 ワールド・ベースボール・クラシック予選4組が開催され、台湾代表が3連勝で本大会出場を決めた。

## 歴史
- 1996年7月4日 - 起工
- 1997年10月19日 - 完成
- 2003年10月5日 - 外野スタンドに座席を設置
- 2005年 - 内野スタンドの二階席、大型電光掲示板を増設。

## 交通アクセス
- 台北捷運板南線新埔駅より、路線バス藍18系統、99系統、802系統に乗車、新荘棒球場バス停下車。
- 台北捷運新荘線新荘駅より、徒歩約15分。